# 데일리야마자키
데일리야마자키(일본어: デイリーヤマザキ 데이리야마자키[*], 영어: Daily Yamazaki)는 일본의 편의점 체인이다. 야마자키 제빵의 데일리야마자키 사업 통괄 본부가 운영하고 있다. 2013년 6월 30일까지 야마자키 제빵 주식회사의 자회사인 주식회사 데일리야마자키가 운영했지만 7월 1일자로 야마자키 제빵에 흡수 합병되어 야마자키 제빵의 데일리야마자키 사업통괄본부로 이전되었다.